# Copa de España de fútbol sala femenino 2011
La Copa de España de Fútbol Sala Femenino de 2011 tuvo lugar entre el 3 y el 5 de junio en Burela (Galicia). Es la decimoséptima edición de este campeonato español.
A la cita acudieron los siete primeros clasificados junto al anfitrión el Burela FS Pescados Rubén. Los cruces de cuartos se dilucidarán por orden estricto de clasificación al término de la Liga en Primera División, así el primer clasificado se medirá contra el octavo o en su defecto el anfitrión, el segundo contra séptimo, tercero contra sexto y cuarto contra quinto.
El FSF Móstoles Cospusa se proclamó campeón por tercera vez y la segunda de manera consecutiva al vencer al FSF Rioja Diamante por 4-2. 

## Equipos participantes
| Atlético Madrid Navalcarnero | FSF Móstoles Cospusa | Zaragoza 2002 FS | Cajasur Deportivo Córdoba | Ponte Ourense SAD | Burela FS Pescados Rubén | FSF Rioja Diamante | FS Gironella |
| ---------------------------- | -------------------- | ---------------- | ------------------------- | ----------------- | ------------------------ | ------------------ | ------------ |

## Organización

### Sede
El torneo se disputó en la ciudad de Burela, en el Municipal de Vista Alegre, con capacidad para 1.400 espectadores.

## Resultados

### Cuadro final
|  | Cuartos de final             | Cuartos de final   |                          |                      | Semifinales        | Semifinales        |  |                    | Final              | Final              |  |
|  | 3 de junio de 2011           | 3 de junio de 2011 |                          |                      | 4 de junio de 2011 | 4 de junio de 2011 |  |                    | 5 de junio de 2011 | 5 de junio de 2011 |  |
|  |                              |                    |                          |                      |                    |                    |  |                    |                    |                    |  |
|  |                              |                    |                          |                      |                    |                    |  |                    |                    |                    |  |
|  | Ponte Ourense SAD            | 4                  |                          |                      |                    |                    |  |                    |                    |                    |  |
|  | Ponte Ourense SAD            | 4                  |                          |                      |                    |                    |  |                    |                    |                    |  |
|  | Zaragoza 2002 FS             | 2                  |                          |                      |                    |                    |  |                    |                    |                    |  |
|  | Zaragoza 2002 FS             | 2                  |                          | Ponte Ourense SAD    | 0                  |                    |  |                    |                    |                    |  |
|  |                              |                    |                          | Ponte Ourense SAD    | 0                  |                    |  |                    |                    |                    |  |
|  |                              |                    | FSF Rioja Diamante       | 1                    |                    |                    |  |                    |                    |                    |  |
|  | Atlético Madrid Navalcarnero | 3                  | FSF Rioja Diamante       | 1                    |                    |                    |  |                    |                    |                    |  |
|  | Atlético Madrid Navalcarnero | 3                  |                          |                      |                    |                    |  |                    |                    |                    |  |
|  | FSF Rioja Diamante           | 5                  |                          |                      |                    |                    |  |                    |                    |                    |  |
|  | FSF Rioja Diamante           | 5                  |                          |                      |                    |                    |  | FSF Rioja Diamante | 2                  |                    |  |
|  |                              |                    |                          |                      |                    |                    |  | FSF Rioja Diamante | 2                  |                    |  |
|  |                              |                    | FSF Móstoles Cospusa     | 4                    |                    |                    |  |                    |                    |                    |  |
|  | FSF Móstoles Cospusa         | 3                  | FSF Móstoles Cospusa     | 4                    |                    |                    |  |                    |                    |                    |  |
|  | FSF Móstoles Cospusa         | 3                  |                          |                      |                    |                    |  |                    |                    |                    |  |
|  | FS Gironella                 | 1                  |                          |                      |                    |                    |  |                    |                    |                    |  |
|  | FS Gironella                 | 1                  |                          | FSF Móstoles Cospusa | 2                  |                    |  |                    |                    |                    |  |
|  |                              |                    |                          | FSF Móstoles Cospusa | 2                  |                    |  |                    |                    |                    |  |
|  |                              |                    | Burela FS Pescados Rubén | 1                    |                    |                    |  |                    |                    |                    |  |
|  | Burela FS Pescados Rubén     | 4                  | Burela FS Pescados Rubén | 1                    |                    |                    |  |                    |                    |                    |  |
|  | Burela FS Pescados Rubén     | 4                  |                          |                      |                    |                    |  |                    |                    |                    |  |
|  | Cajasur Deportivo Córdoba    | 3                  |                          |                      |                    |                    |  |                    |                    |                    |  |
|  | Cajasur Deportivo Córdoba    | 3                  |                          |                      |                    |                    |  |                    |                    |                    |  |
|  |                              |                    |                          |                      |                    |                    |  |                    |                    |                    |  |

### Cuartos de final

#### Ponte Ourense - Zaragoza 2002
| 3 de junio de 2011, 10:30 (UTC+2) | Ponte Ourense SAD                                     | 4:2 (1:0) | Natudelia.com               | Vista Alegre, Burela                                                       |                                                                            |
|                                   | Ampi 13' · Sara Moreno 25' 35' · Marta Figueiredo 33' |           | Edurne 27' · Eva Ortega 38' | Asistencia: 300 espectadores Árbitro(s): Adrián Calleja Juan Carlos Granda | Asistencia: 300 espectadores Árbitro(s): Adrián Calleja Juan Carlos Granda |

#### Futsi Navalcarnero - Rioja
| 3 de junio de 2011, 12:45 (UTC+2) | Atlético Madrid Navalcarnero | 3:5 (0:1) | FSF Rioja Diamante                                             | Vista Alegre, Burela                                                 |                                                                      |
|                                   | Priscila 32' 37' 39'         | Reporte   | Bea Martín 17' 32' · Peque 28' · Drica 32' · Bea Ascacibar 40' | Asistencia: 400 espectadores Árbitro(s): Raquel Monteiro Rocío Ruano | Asistencia: 400 espectadores Árbitro(s): Raquel Monteiro Rocío Ruano |

#### Móstoles - Gironella
| 3 de junio de 2011, 21:00 (UTC+2) | FSF Móstoles Cospusa              | 3:1 (0:1) | FS Gironella  | Vista Alegre, Burela         |                              |
|                                   | Bea Martín 26' · Míriam Arana 28' | Reporte   | Marga Mas 20' | Asistencia: 500 espectadores | Asistencia: 500 espectadores |

#### Burela - Córdoba
| 3 de junio de 2011, 18:30 (UTC+2) | Burela FS Pescados Rubén                                                   | 4:3 (2:1) | Cajasur Deportivo Córdoba                   | Vista Alegre, Burela |  |
|                                   | Dolo 2' · Lucía Nespereira 4' · Rosana Carballés 29' · Vanessa Pereira 36' |           | propia puerta 19' · Inma Sojo 33' · Isa 35' |                      |  |

### Semifinales

#### Ponte Ourense - Rioja
| 4 de junio de 2011, 12:00 (UTC+2) | Ponte Ourense SAD | 0:1 (0:1) | FSF Rioja Diamante | Vista Alegre, Burela         |                              |
|                                   |                   | Reporte   | Bea Martín 17'     | Asistencia: 500 espectadores | Asistencia: 500 espectadores |

#### Burela - Móstoles
| 4 de junio de 2011, 18:30 (UTC+2) | Pescados Rubén Burela FS | 1:2 (1:0) | FSF Móstoles Cospusa              | Vista Alegre, Burela                                                 |                                                                      |
|                                   | Vanessa Pereira 3'       | Reporte   | Patri Jornet 25' · Bea Martín 25' | Asistencia: 900 espectadores Árbitro(s): Fernández Muñiz Hevia Campa | Asistencia: 900 espectadores Árbitro(s): Fernández Muñiz Hevia Campa |

### Final
| 13          | Bandera de España | Marta Garcia    |  |
| 7           | Bandera de España | Peque           |  |
| 8           | Bandera de España | Bea Martín      |  |
| 10          | Bandera de España | Maite García    |  |
| 11          | Bandera de Brasil | Drica           |  |
| Entrenador: | Entrenador:       | Leandro Álvarez |  |

| 1           | Bandera de España | Sonia Bernal   |  |
| 5           | Bandera de España | Sonso          |  |
| 7           | Bandera de España | Beíta          |  |
| 8           | Bandera de España | Bea Martín     |  |
| 11          | Bandera de España | Patri Jornet   |  |
| Entrenador: | Entrenador:       | David Zamorano |  |

| 3 | Bandera de España | Bea Ascacíbar     |  |
| 4 | Bandera de España | Barbi             |  |
| 6 | Bandera de España | Cristina Escobosa |  |
| 9 | Bandera de España | Garu              |  |

| 2  | Bandera de España | Inma           |  |
| 3  | Bandera de España | Patri Chamorro |  |
| 9  | Bandera de Brasil | Ju Delgado     |  |
| 10 | Bandera de España | Eva Manguán    |  |

| Anotado           | 21' | Bea Ascacíbar | 1-1 |
| Anotado · Autogol | 40' | Ju Delgado    | 2-4 |

| Anotado | 14' | Patri Jornet   | 0-1 |
| Anotado | 35' | Patri Chamorro | 1-2 |
| Anotado | 36' | Beíta          | 1-3 |
| Anotado | 39' | Inma           | 1-4 |

| Amonestado |  | Bea Martín |  |

| 13          | Bandera de España | Marta Garcia    |  |
| 7           | Bandera de España | Peque           |  |
| 8           | Bandera de España | Bea Martín      |  |
| 10          | Bandera de España | Maite García    |  |
| 11          | Bandera de Brasil | Drica           |  |
| Entrenador: | Entrenador:       | Leandro Álvarez |  |

| 1           | Bandera de España | Sonia Bernal   |  |
| 5           | Bandera de España | Sonso          |  |
| 7           | Bandera de España | Beíta          |  |
| 8           | Bandera de España | Bea Martín     |  |
| 11          | Bandera de España | Patri Jornet   |  |
| Entrenador: | Entrenador:       | David Zamorano |  |

| 3 | Bandera de España | Bea Ascacíbar     |  |
| 4 | Bandera de España | Barbi             |  |
| 6 | Bandera de España | Cristina Escobosa |  |
| 9 | Bandera de España | Garu              |  |

| 2  | Bandera de España | Inma           |  |
| 3  | Bandera de España | Patri Chamorro |  |
| 9  | Bandera de Brasil | Ju Delgado     |  |
| 10 | Bandera de España | Eva Manguán    |  |

| Anotado           | 21' | Bea Ascacíbar | 1-1 |
| Anotado · Autogol | 40' | Ju Delgado    | 2-4 |

| Anotado | 14' | Patri Jornet   | 0-1 |
| Anotado | 35' | Patri Chamorro | 1-2 |
| Anotado | 36' | Beíta          | 1-3 |
| Anotado | 39' | Inma           | 1-4 |

| Amonestado |  | Bea Martín |  |

| Comunidad de Madrid                      |
| Campeón FSF Móstoles Cospusa 3.er título |

## Estadísticas

### Tabla de goleadoras
| Puesto                                    | Jugadora        | Equipo             | Goles |
| ----------------------------------------- | --------------- | ------------------ | ----- |
| 1                                         | Bea Martín S.   | Móstoles           | 3     |
| 1                                         | Priscila        | Futsi Navalcarnero | 3     |
| 1                                         | Bea Martín P.   | Diamante Rioja     | 3     |
| 4                                         | Sara Moreno     | Ponte Ourense      | 2     |
| 4                                         | Patri Jornet    | Móstoles           | 2     |
| 4                                         | Bea Ascacibar   | Diamante Rioja     | 2     |
| 4                                         | Vanessa Pereira | Burela             | 2     |
| Última actualización: 5 de junio de 2011. |                 |                    |       |